# Власов Ігор Олександрович
Власов Ігор Олександрович (нар. 22 квітня 1970, Тернівка Дніпропетровська область, Українська РСР — пом. 29 серпня 2014, поблизу с. Новокатеринівка Старобешівський район, Донецька область) — український військовослужбовець 93-ї окремої механізованої бригади, учасник російсько-української війни.
Зник безвісти 29 серпня 2014 року під Іловайськом під час прориву з оточення.

## Життєпис
Ігор Власов народився 1975 року у місті Тернівка на Дніпропетровщині. 1987 року закінчив Тернівську ЗОШ № 1.
Служив у званні солдата номером обслуги 93-ї окремої механізованої бригади (Черкаське).

## Обставини загибелі
Зник безвісти 29 серпня 2014 року під час виходу з Іловайського котла, йдучи з українськими військовослужбовцями так званим «зеленим коридором». Потрапив під обстріл на перехресті доріг з с. Побєда до с. Новокатеринівка поруч зі ставком. Загинув разом з значною частиною бійців 93-ї механізованої бригади, які доки що не опізнані (не ідентифіковані).
Похований Ігор Власов як тимчасово невстановлений боєць на Краснопільському цвинтарі Дніпропетровська. Ідентифікований за експертизою ДНК.

## Нагороди і вшанування
- Орден За мужність III ступеня (посмертно) — Указом Президента України № 104/2017 від 10 квітня 2017 року, «за особисту мужність, виявлені у захисті державного суверенітету та територіальної цілісності України, самовіддане виконання військового обов'язку»[2].

Вручення ордену на зберігання рідних здійснив представник Павлоградського об'єднаного міського військового комісаріату О. М. Чуприна на засіданні 23-ї сесії Тернівської міської ради 23 червня 2017 року.
- Його портрет розміщений на меморіалі «Стіна пам'яті полеглих за Україну» у Києві: секція 3, ряд 6, місце 35
- Вшановується 29 серпня на щоденному ранковому церемоніалі вшанування українських захисників, які загинули цього дня у різні роки внаслідок російської збройної агресії[3]
- 2018 року в Тернівській ЗОШ № 1 відкрито меморіальну дошку його честі[4]